# Elenco analitico dei cornuti
Elenco analitico dei cornuti è un libro scritto da Charles Fourier.
Fourier, "libertino" mai sposatosi «per non diventare automaticamente cornuto», realizzò questo libretto come raccolta di una serie di suoi rapidi sketch. Fu pubblicato postumo per la prima volta nel 1856 in versione incompleta, mentre pare che il suo primo nucleo risalga addirittura al 1808.

## Edizioni
- Charles Fourier, Elenco analitico dei cornuti, traduzione di Armando Lo Monaco, collana Nugae, Il nuovo Melangolo, 2005,  p. 63, ISBN 88-7018-544-3.